# Bausch & Lomb Championships 1997
Il  Bausch & Lomb Championships 1997 è stato un torneo di tennis giocato sulla terra verde. È stata la 18ª edizione del torneo, che fa parte della categoria Tier II nell'ambito del WTA Tour 1997. Si è giocato all'Amelia Island Plantation di Amelia Island negli USA dal 7 al 13 aprile 1997.

## Campionesse

### Singolare
Lindsay Davenport ha battuto in finale  Mary Pierce con il punteggio di 6–2, 6–3

### Doppio
Lindsay Davenport /  Jana Novotná hanno battuto in finale  Nicole Arendt /  Manon Bollegraf con il punteggio di 6–3, 6–0